# The Last Express
The Last Express é um jogo eletrônico de aventura. O jogo foi projetado por Jordan Mechner e publicado pela Broderbund em 1997 para PC. Os jogadores assumem o papel de um americano que aceita um convite de um amigo para se juntar a eles no Expresso do Oriente, dias antes do início da Primeira Guerra Mundial, apenas para se envolver em um turbilhão de traições, mentiras, conspirações políticas, interesses pessoais, romance e assassinato, ao embarcar no trem. O jogo é único em como foi criado, com sua história não-linear; e em como os eventos do jogo são conduzidos dentro do tempo real.
O jogo foi uma desilusão comercial após seu lançamento, mas recebeu críticas altamente positivas e uma resposta positiva pós-lançamento. Uma conversão ao Sony PlayStation estava em desenvolvimento, mas foi cancelada antes de ser finalizada. O jogo foi posteriormente reaquisitado pela Mechner, que trabalhou com o DotEmu para fazer versões portáteis do jogo para iOS e Android; e posteriormente lançou uma versão refeita para Steam, intitulada The Last Express - Gold Edition.

## Jogabilidade
O jogo opera principalmente a partir de uma perspectiva de primeira pessoa do personagem principal da história quando eles exploram o trem, com as cutscenes sendo conduzidas na terceira pessoa. O jogo ocorre quase que inteiramente dentro de real-time, embora acelerado por um fator de seis; o único momento em que não é, é quando o personagem do jogador dorme em certos intervalos e quando o jogador está no menu de pausa do jogo. Os eventos dentro do jogo são roteirizados e assim ocorrem em horários específicos indicados pelo relógio dentro do jogo - por exemplo, um personagem deixando seu compartimento para ir até o carro do restaurante para almoçar. Quando no menu de pausa, o jogador pode rebobinar o tempo, seja para um ponto específico, ou para um destino específico na rota "expresso" (ou seja, Paris); ou o jogador pode avançar rapidamente para uma hora posterior, até o ponto atual da história que eles alcançaram.
As principais áreas do jogo são dentro das carruagens do trem, com o jogador capaz de olhar ao redor de cada lugar em que se encontra, descer corredores, entrar e sair de compartimentos, bater em portas e conversar com as pessoas. Os itens dentro do jogo podem ser interagidos, quer para serem examinados, quer em alguns casos, coletados pelo jogador para uso posterior. A história do jogo apresenta cerca de 30 personagens, cada um com sua própria inteligência artificial e agendas individuais - como tal, eles conduzem ações que lhes permitem completar seus próprios objetivos pessoais, apenas mudando seus planos devido à intervenção do jogador - com o jogo usando uma abordagem não-linear de narração de histórias, na qual as ações, ou ações do jogador, afetam como a história se desenrola; os muitos eventos do jogo, levaram a que seu roteiro tivesse cerca de 800 páginas.
A história do jogo apresenta múltiplos finais, dependendo das ações do jogador. Cerca de 30 destes são game overs, envolvendo o personagem principal sendo morto ou preso. Quatro são finais alternativos, sendo que apenas um deles é o final "verdadeiro".